# 最高裁判所 (シンガポール)
最高裁判所（さいこうさいばんしょ、英: Supreme Court）は、シンガポールの司法制度における二段階のうちのひとつである。二段階のうちのもうひとつは、下級裁判所（State Courts）である。
最高裁判所は、上訴法廷（Court of Appeal）と高等法廷（High Court）から構成されており、民事事件と刑事事件の両方を扱う。上訴法廷は、民事事件と刑事事件の両方につき、高等法廷からの上訴を扱う。上訴法廷は、高等法廷で判断を留保された法的論点についての判断も行い、さらに、下級裁判所から高等法廷へ上訴された事件における公益に関わる法的論点で、高等裁判所が判断を留保したものについて判断をする。
高等法廷の裁判管轄は、次のとおりである。民事事件は、訴額が250,000SGDを超える場合、高等法廷から始まる。プロベート事件は、財産額が3,000,000SGDを超えるか、外国証書の再封入を含んでいる場合、高等法廷で扱われる。さらに、1,500,000SGD以上の資産がある家事事件も高等法廷で扱われる。
刑事事件では、法定刑に死刑や10年以上の拘禁刑が含まれる犯罪が高等法廷で扱われる。保釈の余地のない犯罪は、高等法廷で審理される。経験則では、高等法廷は、シンガポール国内の全ての事件に固有の管轄権を有している。

## 歴史
最高裁判所の最初の前身は、プリンスオブウェールズ島・シンガポール・マラッカ法院（Court of Judicature of Prince of Wales' Island, Singapore and Malacca）であり、1826年11月27日にイギリス国王が特許状として発布した第二司法憲章（Second Charter of Justice）によって設立された。この法院は、海峡植民地総督と、開廷される地域の常駐顧問官、及びレコーダーと呼ばれるもう1人の裁判官が主宰した。1855年8月12日の第三司法憲章（The Third Charter of Justice）は、この法院を承認し、海峡植民地に2人のレコーダーを、1人はプリンスオブウェールズ島、もう1人はシンガポール及びマラッカに置いた。1867年4月1日における海峡植民地のイギリス直轄地への再編成に続き、法院は海峡植民地最高裁判所へと替わった。海峡植民地総督と常駐顧問官が裁判官になることはなくなった。裁判所の構成に関する更なる変更が1873年になされた。最高裁判所は、2つの部で構成されるようになり、最高裁判所長官と上位陪席裁判官はシンガポール及びマラッカの部を構成し、ペナン裁判官と下位陪席裁判官は、ペナンの部を構成した。また、民事事件の上訴裁判所としての管轄権が与えられた。1878年、管轄権と裁判官の住居がより柔軟になり、最高裁判所の地理的な分離が暗に廃止された。最高裁判所判決に関する上訴は、最初は上訴法廷に対して行い、その後、枢密院における女王に対して行うが、後者の上訴は、枢密院司法委員会において審理される。
1885年に法律が成立した結果、最高裁判所は、最高裁判所長官と3人の陪席裁判官で構成されるようになり、1907年には著しく変化した。最高裁判所に2つの部局ができ、1つは民事事件と刑事事件における第一審を管轄し、もう1つは、民事事件と刑事事件の上訴審を管轄するようになった。

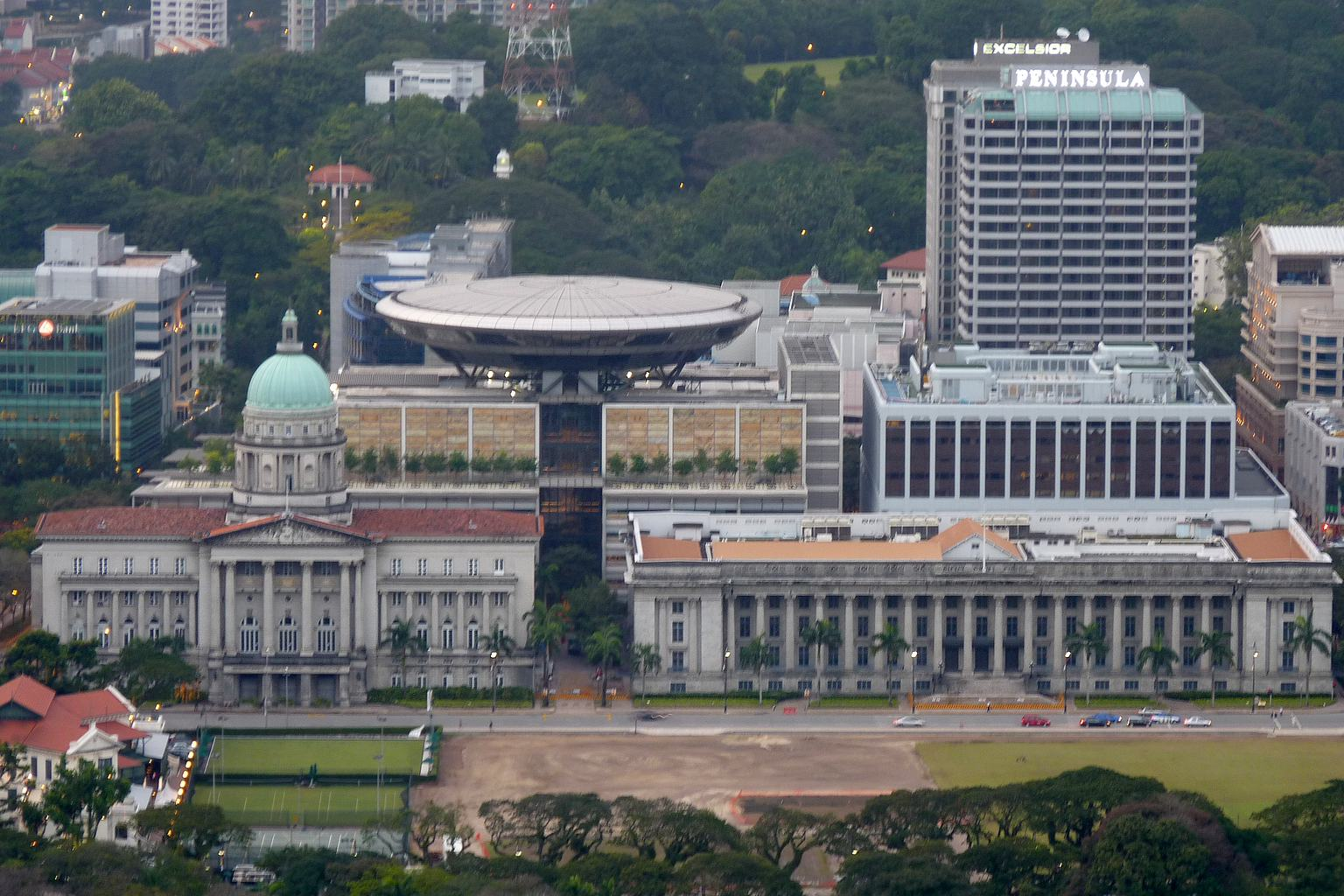
旧最高裁判所庁舎（左）、現最高裁判所庁舎（中）、シティホール（右）

1942年から1945年の日本占領時期のシンガポールでは、イギリスの管理下にあった全ての裁判所は、日本の軍政が設置した新しい裁判所に取って代わられた。1942年5月29日、昭南高等法院（最高裁判所）が創設された。控訴院も設置されたが、開催されなった。第二次世界大戦の終結に伴い、戦前にあった裁判所が復活した。1946年に海峡植民地が解体され、シンガポールが独立したイギリス直轄地になった際は、海峡植民地の最高裁判所が、シンガポール最高裁判所として知られる裁判所に変わった点を除けば、司法制度に変化はなかった。
1963年、シンガポールはマレーシアの結成に伴いイギリスからの独立を果たした。マレーシアの司法権は連邦裁判所、マラヤ高等裁判所、ボルネオ高等裁判所（現在のサバ・サラワク高等裁判所）、シンガポール高等裁判所（イギリス直轄地時代のシンガポールの最高裁判所に替わって設置）に与えられた。シンガポール高等裁判所からの上訴は、クアラルンプールにある連邦裁判所に対してなされ、その後、枢密院に対してなされる。統合は続かず、1965年、シンガポールはマレーシア連邦から離脱し、独立共和国となった。しかし、高等裁判所は、1969年に司法制度を整備するためにSupreme Court of Judicature Act 1969 (No. 24 of 1969) が制定されるまで連邦裁判所を構成したままであった。1970年1月9日に施行されたこの法律では、最高裁判所は、上訴法廷、刑事上訴法廷及び高等法廷で構成すると定めていた。枢密院司法委員会は、民事及び刑事の上訴事件に関する常設の上訴法廷が設置されるまで、シンガポールの最終審裁判所として残った。
初の女性の最高裁判所裁判官であるLai Siu Chiuは、1994年4月30日に就任した。

## 裁判所の構成
シンガポール共和国憲法93条は、シンガポールにおける司法権を最高裁判所及び下級裁判所に与えている。最高裁判所長官が、裁判官の長である。
最高裁判所は、記録裁判所の上級裁判所である。すなわち、下級裁判所と比べて民事事件及び刑事事件を扱う管轄権に制限がなく、下級裁判所からの上訴を扱うという意味においての上級裁判所である。記録裁判所として、訴訟記録を永久的に保存する。上訴法廷は、最高裁判所の上位部局であり、下位部局は、高等法廷である。

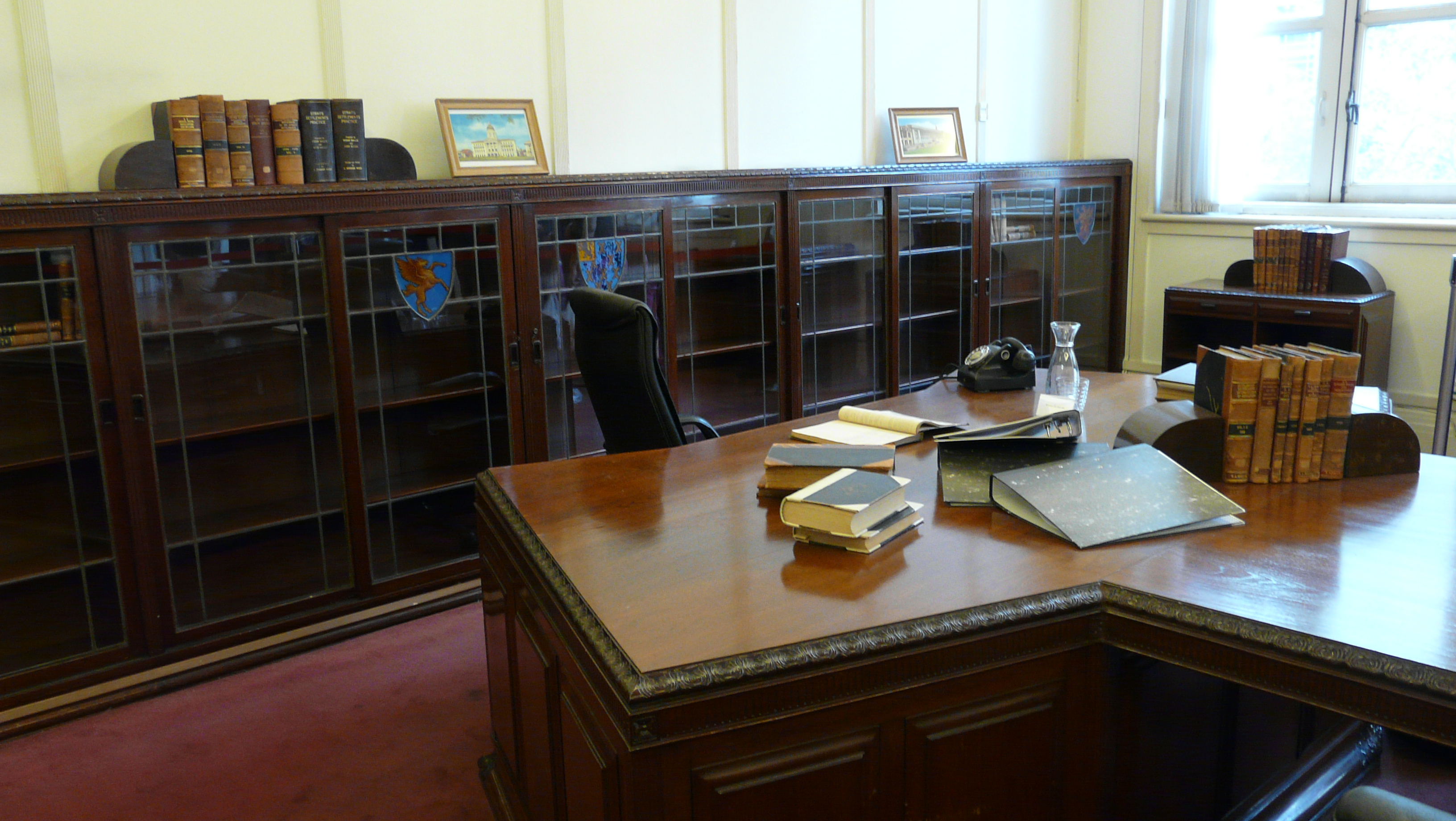
最高裁判所長官室

最高裁判所の法廷は、最高裁判所長官、上訴法廷裁判官、高等法廷裁判官及び司法委員で構成される。全ての法廷構成員は、首相の助言と一致すれば、大統領の権限において任命される。上訴法廷裁判官、高等法廷裁判官及び司法委員の任命にあたっては、首相は、大統領へ助言する前に最高裁判所長官と相談しなければならない（憲法95条）。最高裁判所裁判官になる資格を有するのは、合計して10年以上、the Legal Profession Actにおける有資格者であるか、シンガポール法務局の法務官であることである（憲法96条）。
上訴法廷は、上訴法廷の首席裁判官である最高裁判所長官及び上訴法廷裁判官で構成される。最高裁判所長官は、高等法廷裁判官に対し、特定の上訴に関して上訴法廷裁判官として就任するよう要請することがある。最高裁判所長官が有する上訴法廷次席裁判官の任命権により、上訴法廷裁判官のChao Hick Tinは、2008年4月18日から上訴法廷次席裁判官に就任している。高等法廷は、最高裁判所長官と高等法廷裁判官に加えて、裁判官と同じ権限と免責特権を有する司法委員から構成されている。
上訴を受理したとき、上訴法廷では、通常、最高裁判所長官を含む3人の裁判官で審理が行われる。ただし、特別に困難あるいは重要な事件の場合等、必要であれば、5人又はそれ以上の奇数の裁判官による審理が行われる。中間判決に対する上訴等の特定の上訴については、2人の裁判官で審理されることがある。裁判所に申し立てられた事件は、事件を受理した法廷を構成する裁判官の多数意見に従って決する。もし2人のみの裁判官が上訴を受理し、意見が一致しなかった場合、その上訴は棄却され、上訴の対象となった判決が維持される。高等法廷の手続は、他の制定法に規定がない限り、1人の裁判官で審理される。上訴法廷裁判官は、高等法廷の裁判官にもなる。

## 運営

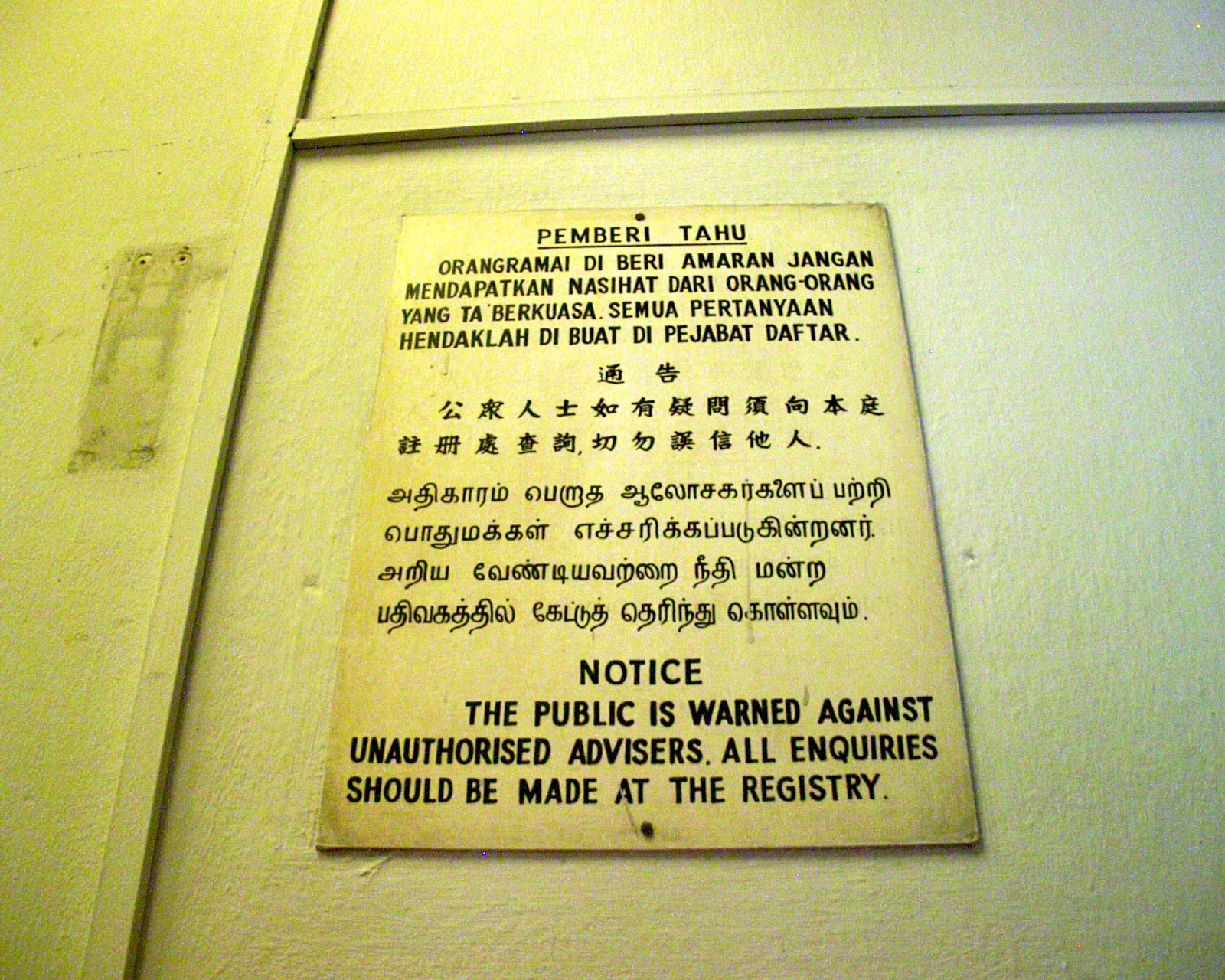
旧最高裁判所庁舎にある看板。一般市民に対し、無資格者ではなく最高裁判所のレジストリに問い合わせるよう勧めている。

最高裁判所の運営は、レジストリ（registry）が管理する。レジストリは、事件記録の受理や保管を行い、審理で使用する際それらが確実に裁判官へと送られるようにしている。レジストリの長はレジストラ（Registrar）であり、ディピューティー・レジストラ（Deputy Registrar）、シニア・アシスタント・レジストラ（Senior Assistant Registrar）、アシスタント・レジストラ（Assistant Registra）らが補佐している。これらの公務員は、最高裁判所長官の推薦に基づき大統領に任命され、シンガポール法務局における司法機関の構成員である。レジストラらは、運営の責任を負っていることに加えて、損害の査定等、特定の類型の非公開の裁判手続を扱い、倒産事件の申立ての処理、中間判決事件、公判前手続を取り扱う。レジストラらは、地方裁判所裁判官や治安判事にも任命され、高等法廷において被告人を犯罪行為で審理対象とする十分な理由があるかを判断するために、予備調査を行うことができるようになっている。事務局には、宣誓管理官、通訳、書記官、執行官も所属している。最高裁判所長官の直接の指揮下で働く書記官は、特に上訴法廷の事件に関し、法令調査で裁判官や司法委員を補佐する。
司法行政の最高責任者（Chief Executive of Judiciary Administration and Operations）の地位は、2013年1月1日に設置された。その主な責務には、最高裁判所の運営と管理に対する監督が含まれている。

## 年間行事

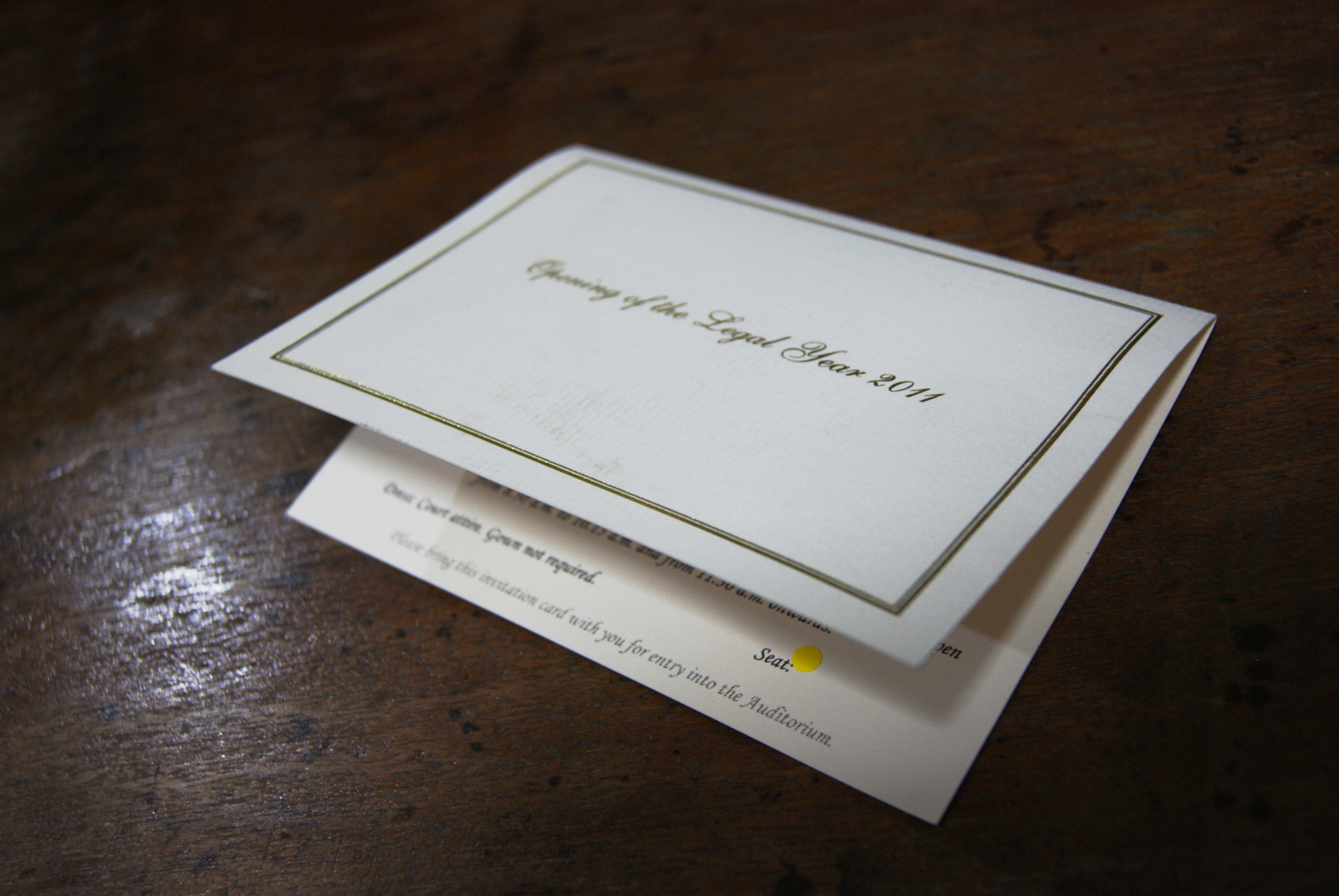
2011年1月7日の2011年度開始に関する招待状

最高裁判所長官は、高等法廷と上訴法廷の開廷回数や裁判官の業務の配転を決め、年に2か月以内の最高裁判所の長期休暇の予定を組む権限を有する。一般に、高等法廷と上訴法廷は、年の中頃と年末の休廷日（通常5月下旬から6月と、12月上旬から1月上旬）を除き、年中開廷している。
毎年度の開始の際には、通常1月の第一土曜日（2011年は第一金曜日）にセレモニーが開催される。これは、形式上は法廷での審問であるが、弁護士は、法服を着用しなくても良い。セレモニーでは、法務長官とシンガポール弁護士会会長がスピーチを行う。最高裁判所長官は、そこで自身のスピーチを行い、シニア・カウンセルとして任命された弁護士の名前を読み上げる。スピーチでは通常、前年度の法の発展の概要を述べて将来に期待し、法務長官と弁護士会会長は、伝統的に、法務官や法律実務家が司法を支援し続け、互いに協力することを誓う。
新年度開始のセレモニーは、シンガポールが東インド会社に管理されていた19世紀において行われていた、毎年最初の巡回裁判（Assize）の開始セレモニーに遡る。巡回裁判は、シンガポールにおいて周期的に開催される刑事裁判所である。セレモニーは、数年間途絶えていたが、1923年に復活した。その年のセレモニーでは、最高裁判所長官が、最高裁判所の外でsubedarに率いられたシク教徒の儀仗兵の閲兵を行い、レジストラ、ディピューティー・レジストラ、保安官に迎えられた。4人は、警察官と裁判所職員が並んだ道を、最高裁判所庁舎の長官の執務室へ進んだ。1926年、閲兵の前に行われるセントアンドリューズ大聖堂への礼拝が復活し、1955年、カトリック教徒の裁判官や法律家のためにグッド・シェパード大聖堂への礼拝も行われた。協会の礼拝は、1963年にシンガポールがマレーシア連邦に組み込まれたときに、セレモニーの公式行事としては中止されたが、法律家は非公式な立場で特別な礼拝を続けた。1965年の、シンガポールの完全独立に伴い、セレモニーは、法定年度の開始として知られるようになった。このセレモニーは、通常1月の第一金曜日、年末休暇が終わった後に開催されたが、1971年は、シンガポールで初めて開催された英連邦首脳会議と一緒に、1月の第一土曜日に開催された。これが、その後年の慣例に繋がった。1960年代から1970年代の前半にかけて、最高裁判所長官が儀仗兵の閲兵が廃止されている間、警察官のパレードが行われた。

## 管轄と権限

### 管轄

#### 上訴法廷
上訴法廷は、民事事件及び刑事事件の上訴管轄のみ有している。すなわち、第一審管轄権は有しておらず、初めて裁判所に持ち込まれる事件の審理を取り扱うことはない。通常、上訴法廷は、第一審又は上訴審としての高等法廷判決に対する民事事件の上訴を審理する。高等法廷の判決には、高等法廷が第一審として取り扱ったもののほか、下級裁判所から高等法廷へ上訴された事件における判決も含まれている。しかし、このルールには多くの制約がある。高等法廷判決の中には、上訴法廷へ上訴することができない類型や、上訴に上訴法廷の許可が必要なものがある。
刑事事件では、上訴法廷は、高等法廷が第一審として審理した事件のみを取り扱う。下級裁判所からの上訴審として高等法廷が取り扱った事件は、判決に対する法律問題が提起された場合を除き、さらに上訴法廷に上訴することができない。訴訟手続当事者は、下級裁判所の審理の間、公判裁判官が当該事件に対する高等法廷の意見を求める代わりに、直接上訴法廷に申し立てることができる。

#### 高等法廷
高等法廷は、刑事事件及び民事事件の第一審の管轄権を有しており、初めて裁判所に提起された事件の審理を取り扱うことができる。高等法廷の第一審管轄権の特殊性は、違憲審査の管轄権である。高等法廷は、2種類の違憲審査を行う。すなわち、憲法に基づく違憲審査と、行政行為の違憲審査である。
多少の例外はあるが、高等法廷は、シンガポール国内外において、被告に召喚状が送達されるか、その他の開始手続が執行される場所、または、被告が裁判所の管轄を受諾した場所における、あらゆる対人訴訟（特定の人物に対して直接行う訴訟）を審理する管轄を有している。理論上、高等法廷は、無制限の第一審管轄権を有しており、些細な事件か重大な事件かを問わずあらゆる類型の事件を審理することができる。しかし、実際には、より適切な下級裁判所があるにもかかわらず高等法廷に民事事件を提訴することを選ぶと、高い訴訟費用を支払わなければならないので、当事者が不利になる。通常、プロベート事件を除き、訴額が250,000S$を超える民事事件は、必ず高等法廷から開始する。プロベート事件は、遺産額が3,000,000S$を超える場合か、外国の検認証書や遺産管理状の再封印を含む事件に限り、高等法廷で開始する。
海事事件、破産手続、会社清算手続については、高等法廷が専属的管轄権を有している。高等法廷は、離婚及び婚姻に関する事件についても管轄権を有しており、未成年者や精神障害者について後見人を選任及び監督し、彼らの身体と財産に関して命令する。しかし、婚姻や後見手続は、現在も高等法廷で審理されている1,500,000S$以上の夫婦の財産分割に関する争いを除き、地方裁判所に移管された。2010年3月1日以後、高等法廷で開始した意思能力法に基づく手続きは、下級裁判所でも取り扱う。
高等法廷は、シンガポールで行われた全ての犯罪と、特定条件下でシンガポール国外で行われた犯罪について審理する管轄権を有する。刑事事件では、高等法廷は、一般的に、死刑又は10年以上の拘禁刑に処される犯罪に関する事件を審理する。また、民事事件及び刑事事件における地方裁判所や治安判事裁判所の判決に対する上訴を審理し、地方裁判所や治安判事裁判所から受理した特定の事件における法律問題について判断する。さらに、高等法廷は、民事事件及び刑事事件において、全ての下級裁判所に対して、一般的な監督及び再審査の管轄権を有している。

### 権限

#### 全般
高等法廷は、制定法に規定された権限を行使する。例えば、押収、勾留、検査、撮影、サンプリング、実験、その他いかなる方法かを問わず、訴訟手続の開始前と開始後のいずれにおいても、証拠の保全を命じることができる。また、どの訴訟も他の任意の裁判所へ、すなわち、下級裁判所から又は下級裁判所へ移送することができる。そして、訴訟当事者の精神状態が当該訴訟における争点に関係している場合、その者の診察を命じることができる。上訴を審理する際、上訴法廷は、高等法廷の全ての権限と義務を有し、「裁判所が受理したどの事件も公平に扱うために決めなければならない、あらゆる論点について決定する完全な権限」を有している。
高等法廷は、許可なく濫用的な裁判手続の遂行を続けることを禁止する権限を有する。どの裁判所においても、同一人物に対するか異なる人物に対するかを問わず、常習的に、しつこく、正当な理由なく開始された濫用的な裁判手続があるときは、法務長官は、裁判所に禁止命令を求めなければならず、また、裁判所はその命令をしなければならない。

#### 法律家の規律
認可されたすべての弁護士（advocates and solicitors）並びにシンガポール法務局の法務官は、最高裁判所の成員（officer of the court）である。したがって、裁判所は、法律家の認可と統制に対して重要な役割を担っている。
弁護士になろうとする者は、最高裁判所に申請しなければならない。法廷弁護士は、依頼者の代理人として法廷に立ち、事務弁護士は、伝統的に、裁判手続を要しない紛争性のない法律事務を取り扱う。シンガポールの法律専門家は一元制であるため、志願者は、法廷弁護士兼事務弁護士として弁護士会に加入し、その一方又は双方を取り扱うことになる。加入は、裁判所に決定権があり、弁護士法（the Legal Profession Act）に規定された要件を満たさなければならない。同法は、何人も、性別によって、弁護士として登録された資格を奪われないと明確に規定している。最高裁判所長官が別段の命令を出さない限り、弁護士の申請は、休廷期間を除く毎月第二水曜日に審理される。裁判所は、一般的に、5月の最後の土曜日に、弁護士の「mass call」を手配し、その年に専門訓練を修了して弁護士会へ入会を求める多くのシンガポール国立大学法学部やシンガポールマネージメント大学ロースクールの卒業生に料理をまかなう。事件が難解で複雑なときは、裁判所は、通常シンガポールやマレーシアに存在しないが、その事件のために弁護士としての特別な技能や経験を有する勅撰弁護士（Queen's Counsel）を特別に求めることができる。弁護士（advocates and solicitors）として執務する法律家は、特別に選任される勅撰弁護士を除き、資格証明書のために、毎年最高裁判所に登録することが求められる。
弁護士の行為に対する苦情は、シンガポール弁護士会の協議会から、最高裁判所長官に任命された調査委員会に付託される。調査委員会は、苦情を調査し、協議会に報告する。協議会は、報告を精査し、正式な調査が必要ないか、対象者に制裁を科すか、最高裁判所長官に対して苦情を正式に調査する懲戒審判所が指名されるよう求めるか、いずれかの決定をする。懲戒審判所が開かれたら、事案を調査し、当該弁護士に対してどのような懲戒が相当か決定する。開かれない場合、事件を却下するか、違法行為に対して適切な制裁を課すことができる。しかし、懲戒が必要だと考えれば、弁護士会は最高裁判所に対し、弁護士権限の剥奪や、5年以下の業務停止、10万ドルの罰金、又は戒告の命令を出す権限を有する、3人の裁判官による審理すべきことを求めなければならない。

## 判例

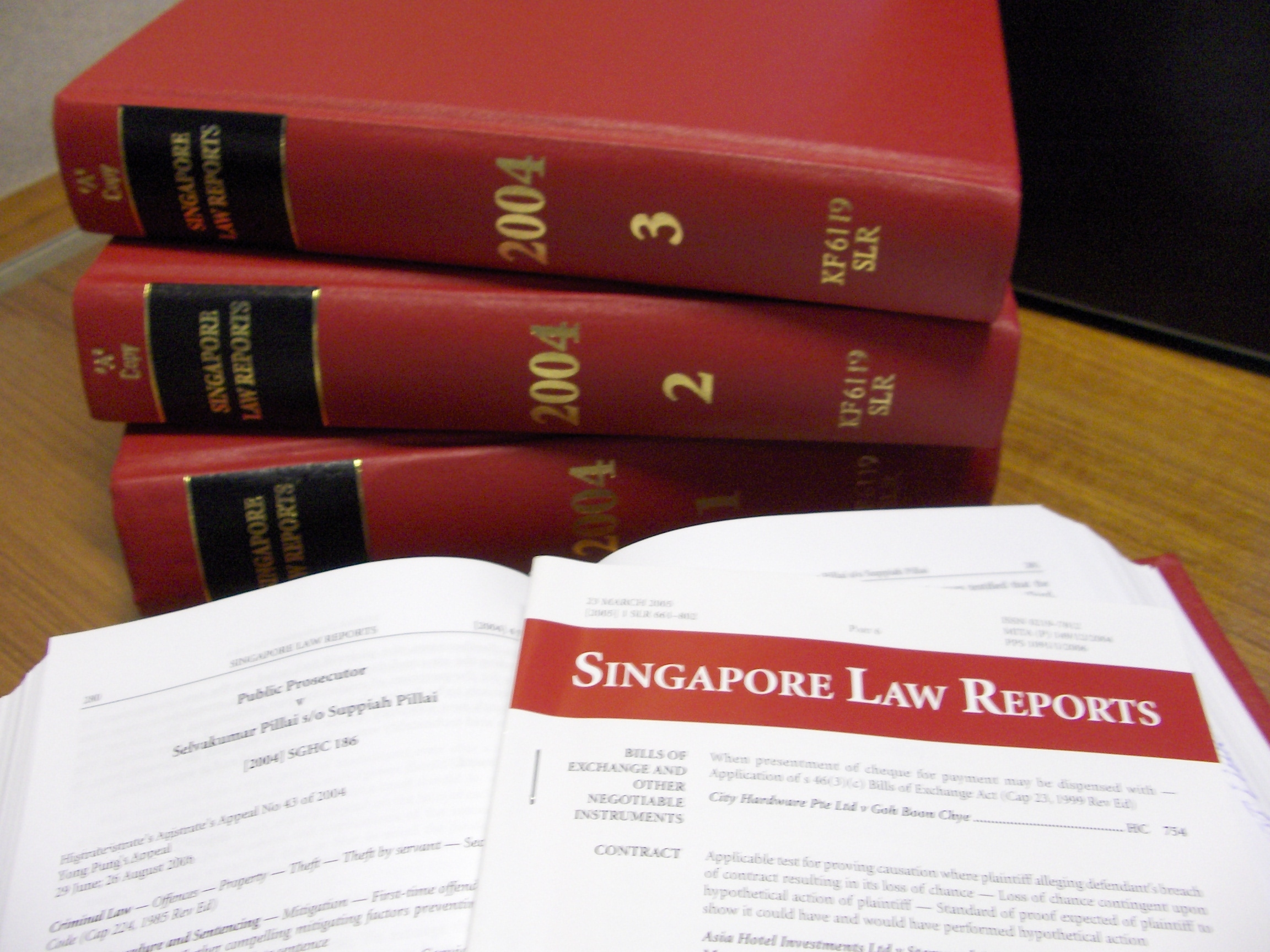
シンガポールの公式判例集「シンガポール・ロー・レポート」

シンガポールの最上級の最終審裁判所として、判例主義に基づき、上訴法廷の判決は、高等法廷と下級裁判所を拘束する。たとえこれらの裁判所の裁判官が、特定の事件において、上訴法廷が示した理論に賛同できなくても、それらの事件に当てはまる法理を適用しなければならない。
上訴法廷は、1994年4月8日に枢密院への上訴制度が廃止されたことに伴い、シンガポールの最終審裁判所になった。同年7月11日、裁判所は、実務慣行声明（practice statement）を発し、上訴法廷は以前の自身の判決や枢密院の決定を自由に変更できることを宣言した。
いかなる場合においても、そのような以前の決定に固執することは、特定の事件においては不公正な結論を引き起こしたり、シンガポールの実情に合わせた法の発展を阻害したりすることになる。したがって、当裁判所がそのような以前の決定を標準的に拘束力あるものとして扱い続けるが、当裁判所は、それが正しいと思われる場面では、以前の決定から逸脱する。契約、所有権、その他法的権利を遡及的に妨げることの危険性に留意し、この権限は慎重に行使される。
裁判所は、この新しい原則を「シンガポールの政治的、社会的、経済的環境は、シンガポールが独立した共和国となって以来大きく変化した。法の発展は、この変化とシンガポール社会の基本的価値を反映させるべきである」ことに基づいて正当化した。
高等法廷の判決は、地方裁判所及び治安判事裁判所を拘束する。しかし、高等法廷の判決は、以前の別の高等法廷判決に拘束されない。しかし、礼譲の問題として、高等法廷判決は、特に以前の判決が長らく変化がないような場合、特段の理由がない限り、通常、以前の判決から逸脱することはない。もし高等法廷判決と矛盾がある場合、いずれの判決が正しいかを決めるため上訴法廷に上訴することができる。

## 法服

### カツラ
明らかに高温な気候であるため、シンガポールでは、20世紀前半まで、裁判官は法廷でカツラを着用していなかった。1934年2月13日のザ・ストレーツ・タイムズ紙への投稿で、投稿者は、7年前マラヤに初めて来たとき、「重要又は必須の、法服の一部」と考えていたカツラを、裁判官や弁護士が着用していないのを見て驚いた、と記した。しかし、長い馬毛のカツラは、巡回裁判の開廷などの儀式の際に着用されていた。2人の裁判官は、いつもカツラを着用していたことで有名である。Earnshaw裁判官は、長い毛のカツラを着用しており、1921年から1925年の最高裁判所長官であったWalter Sidney Shaw裁判官は、短い毛のカツラを着用していた。退任のとき、Shaw長官は、自身が法廷でカツラを着用する習慣を導入したことを述べた。
私は、奇妙な服装で着飾りたかったわけでも、自分に特別な重要性を与えたかったわけでもなく、私は、それが公衆や弁護士だけでなく、裁判官自身にも、自分が輝かしい人々の代表である、イギリスの裁判官は、イギリス人の自由を確立するために多くのことをしてきたのだ、ということに気づかせることになると考えたからである。
1934年以降、裁判官は、常態的に法廷でカツラを着用するようになり、多くの弁護士もそれに倣った。ただし、批判もあった。弁護士が短い毛のカツラの着用することは任意であり、年配の弁護士のにより好まれた。
1991年1月5日、法定年度の開始時、Yong Pung How最高裁判所長官は、裁判官会議は、勅撰弁護士を含む全ての裁判官と弁護士に対し、短い毛のカツラを法服の一部とするのを廃止することを全会一致で決めたと述べた。ただし、裁判官は、儀式のときは引き続き長い毛のカツラを着用した。2年後の1993年、後者の慣行も廃止された。最高裁判所長官は、裁判官の儀式用の赤い法服と長い毛のカツラは、「現在では、多くの人によって、独立したシンガポールの裁判官と司法委員の法服として不適当だと考えられている。実際、これらは多くの嘲笑的な意見の対象であった」と述べた。

### ローブ

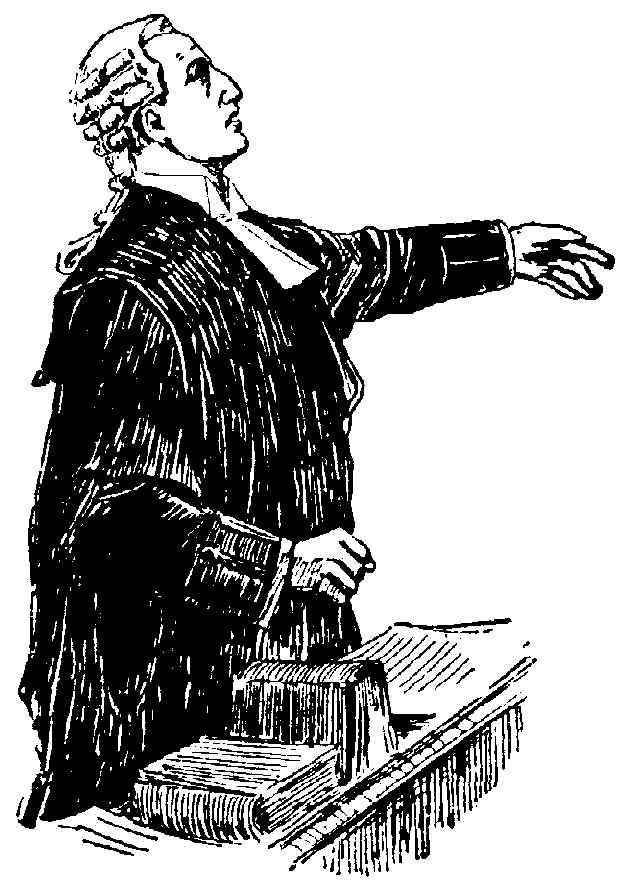
イギリスの法廷弁護士を描いた19世紀の絵画

植民地時代、シンガポールの裁判官は、イギリスの裁判官と似た服装をしていた。肩回りに灰色のケープやマントと黒いスカーフがついた緋色の長いローブとウィングカラーのシャツを着て、バンド（喉の部分に結ばれた2つの長方形からなるリネンの襟）を着けていた。その後、裁判官が着る、通常及び儀式用の服は、様々な形のイギリスの法服の中から2種類が採用された。1993年1月9日、法定年度が始まるとき、最高裁判所長官は、今後裁判官は、普通の折襟の白いシャツとネクタイの上に、軽くて黒いローブを着用すると述べた。ウィングカラーのシャツを入手することの難しさと、伝統的なガウンが独立した共和国の司法に不適切であるとの意識が強くなっていたことが、この変化の理由として挙げられた。法定年度の開始等の儀式の場では、最高裁判所裁判官は、首周りから正面に伸びる黒い線の入った赤いローブを着た。最高裁判所長官のローブは、黒い線の部分が金色に縁どられていた。
かつては、公開法廷に出廷する弁護士は、ダークスーツと、ウィングカラーのシャツ、バンド、イングランドの法定弁護士が着る黒いローブを着用していた。女性弁護士は、スカートを履くこととされていた。1993年の結果、バンドとウィングカラーのシャツは廃止された。公開法廷では、男性弁護士は、「通常の長袖で折襟の白いシャツに落ち着いた色のネクタイ、黒いジャケット、黒いズボン、黒又は普通の色の靴の上に、既存のガウン」を着ることとされる。女性弁護士の服装に対する指示は、「ハイネックの長袖の白いブラウス」を着なければならず、目立つ宝石や装飾を避けなければならないとされる点を除き、同様である。彼らは、スカートかズボンを履く。執務室で裁判官やレジストラに合う場合、ガウンを着る必要はない。首席弁護士は、シルク製か、シルクとウールの混合、またはレーヨン製の「イングランド及びウェールズの勅撰弁護士が着ていたデザインのガウン」を着る。

## 最高裁判所の建物

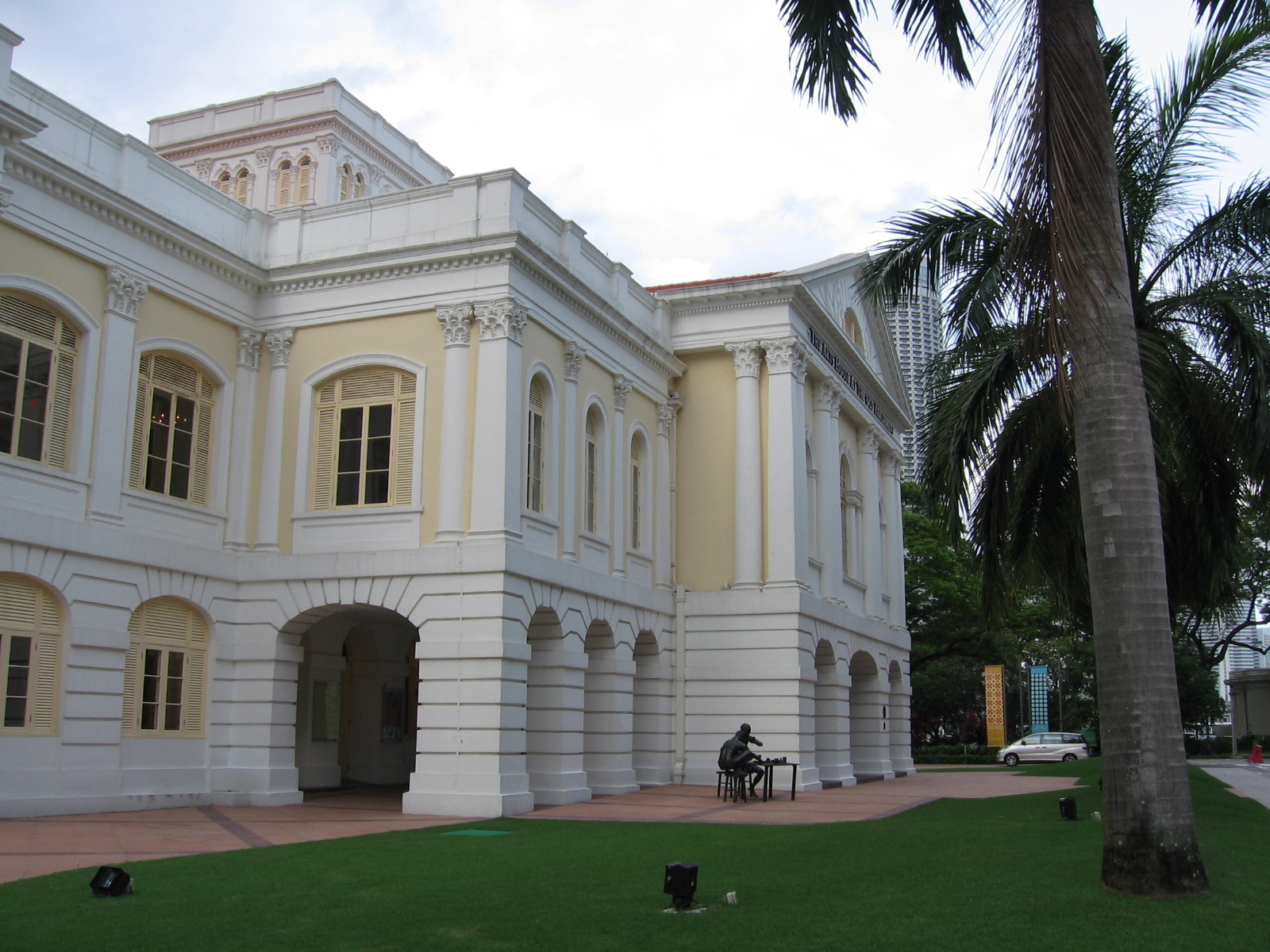
MaxwellArts House at the Old Parliamentとして知られるMaxwell House。1827年から1865年と、1875年から1939年に裁判所庁舎として使われた。

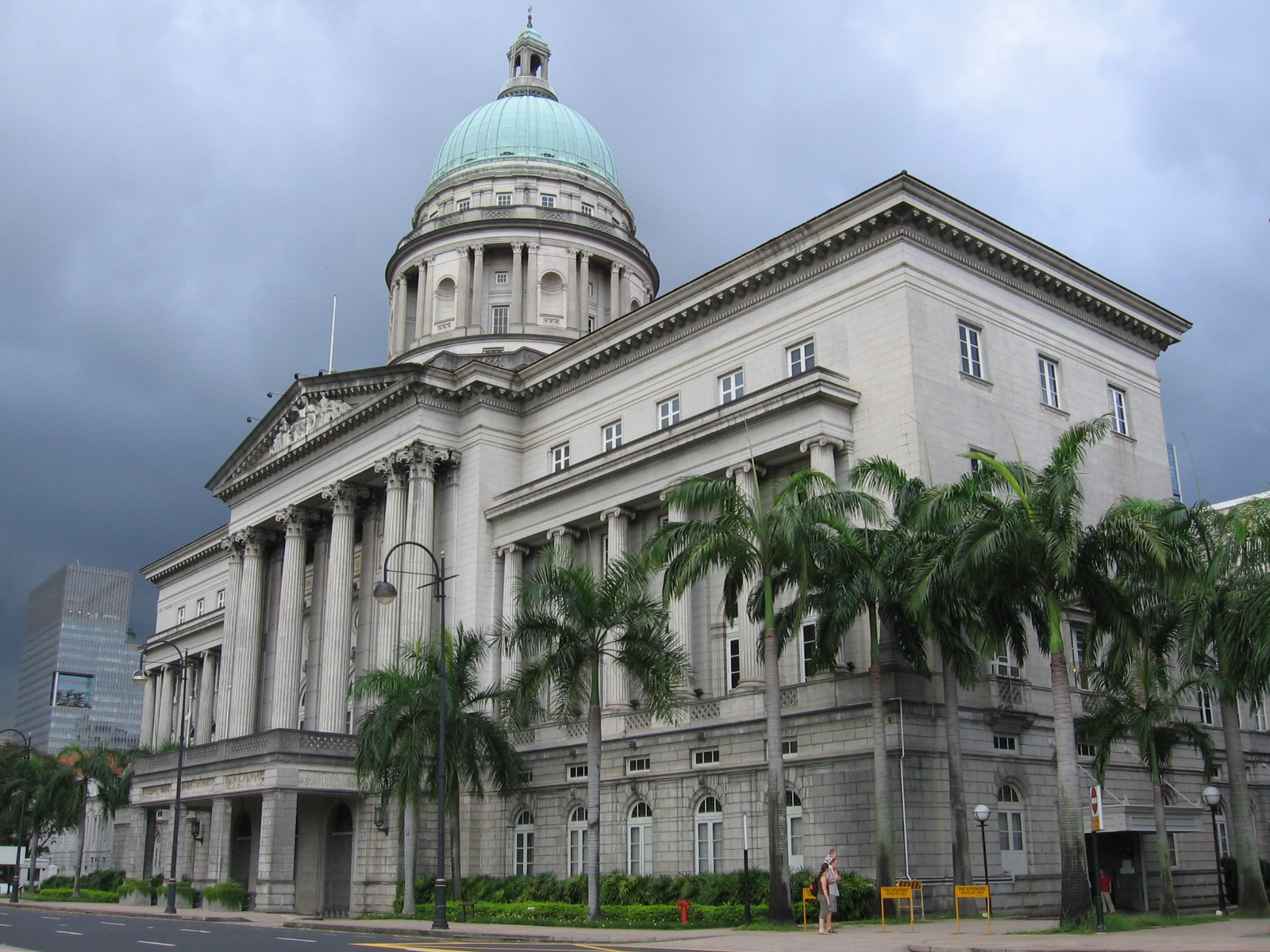
旧最高裁判所庁舎とシティホール。1939年から2005年に裁判所庁舎として使われた。

最初の最高裁判所庁舎は、以前はMaxwell Houseの建物として、現在はThe Arts Houseとして知られている。この建物は、1827年にJohn Argyle Maxwellという商人の住居として建てられたが、彼は、それを植民地政府に月500ルピーで15年間貸し出すことにした。ハイストリートに面する上階の中央の部屋は、プリンスオブウェールズ島、シンガポール及びマラッカの司法裁判所として使用され、その他の部屋は、政府庁舎として使用された。1839年、裁判所は、Maxwell Houseに隣接する1階建の別館に移転したため、後年は完全に植民地政府が使用した。Maxwellは、1842年10月10日、最終的に建物を海峡植民地総督のGeorge Bonhamと東インド会社に15,600スペインドルで売却した。しかし、Maxwell Houseの別館は、近所の造船所からの騒音により、裁判所として適切でないと判明した。シンガポール川沿いの新しい裁判所庁舎は、1865年に建てられた。この建物は、現在アジア文明博物館として使われているエンプレスプレイスビルこ中心となっている。この庁舎は、1875年まで裁判所として使われ、Maxwell Houseの新しい棟に移転した。Maxwell Houseは、最終的に1954年に立法府に引き継がれた。
現在旧最高裁判所庁舎と呼ばれている新しい庁舎の建設は、Saint Andrew's Roadのパダンの向かい側のGrand Hotel de L'Europeの跡地て、1937年に始まった。1937年4月1日、建物の礎石（マラヤで最も大きい）がShenton Thomas総督によって置かれた。石の下には、1937年3月31日付の6社の新聞紙と海峡植民地硬貨が置かれた。このタイムカプセルは、3000年に回収される予定である。最高裁判所庁舎は、1939年8月3日、総督により開庁が宣言され、Percy McElwaine最高裁判所長官に引き渡された。当初は、4つの法廷があり、その他の7つの法廷は、何年もかけて追加された。これが、最高裁判所の増大する事件のため、不十分であると判明したので、Wee Chong Jin最高裁判所長官の指示で、隣のシティホールに、1986年に追加で6つの法廷、1988年にさらに6つの法廷が増設された。

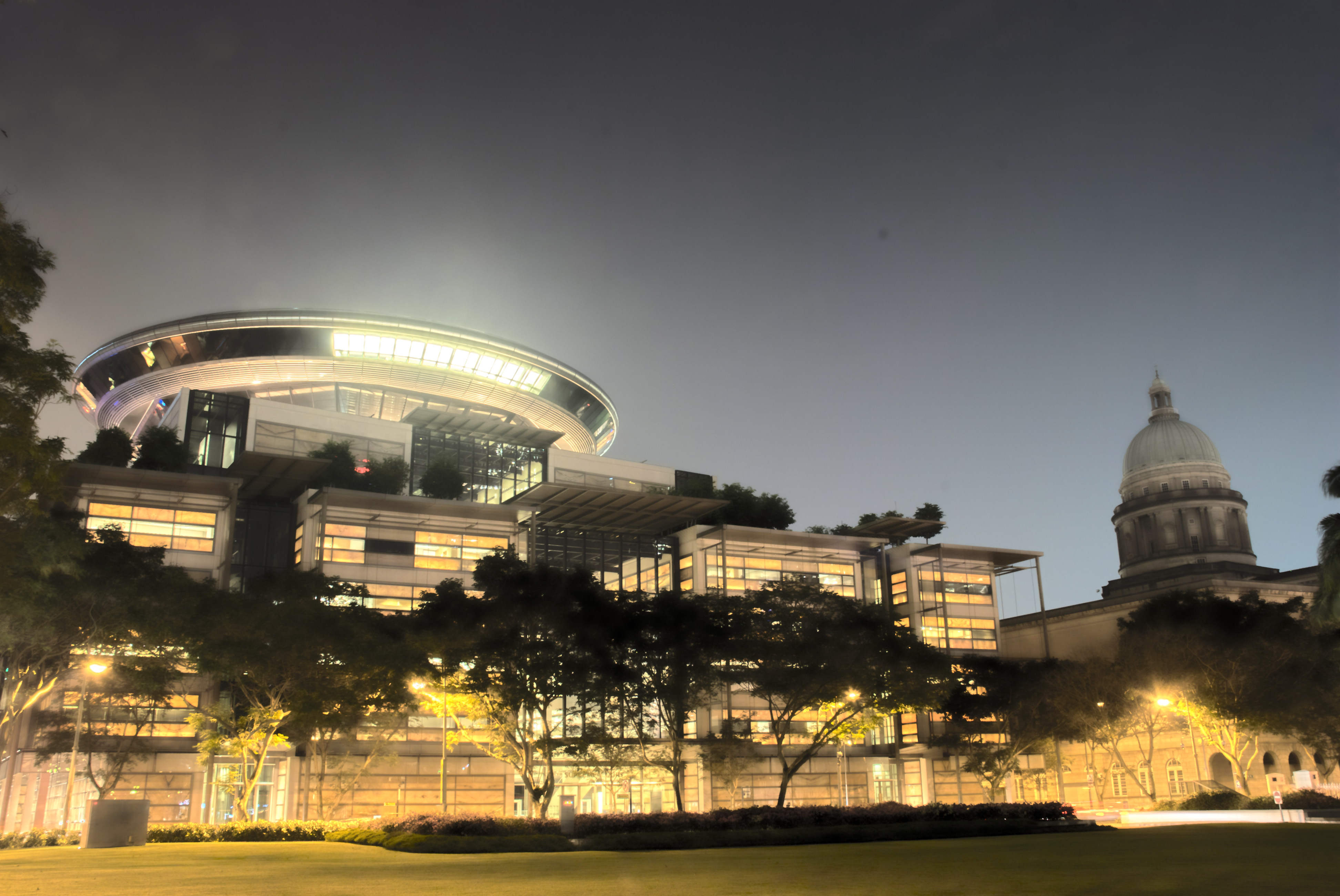
夜の新旧裁判所庁舎

1 Supreme Court Lane（以前は、Colombo Court）の旧庁舎の裏側にある現在の最高裁判所庁舎は、2002年から2005年にかけて建築された。面積は72,000平方メートルで、イギリスの設計事務所フォスター・アンド・パートナーズと地元の建設コンサルタントCPG Corporationによって設計された。建物は、ポルトガルのローザオーロラの大理石の半透明のシートで覆われている。アトリウムや天窓、エレベーターシャフトへガラスが惜しみなく使われていることや開放的なレイアウトは、法の透明性の理想を表しているといわれる。この建物での運営は、2005年6月20日に開始し、最初の審理は6月27日に行われ、2006年1月7日の法定年度が開始の式典において、S・R・ナザン大統領によって公式に開かれた。建物内には、12部屋の民事法廷、8部屋の刑事法廷、3部屋の上訴審法廷がある。高等法廷の審理は、2階から6階の部屋で行われ、上訴法廷は、最高階の9階にある円盤状の構造物の中の部屋で審理が行われる。この構造物は、旧最高裁判所庁舎のドームの現代的表現であり、司法の公正さを表している
。